# Dmîtrivka, Borodeanka
Dmîtrivka (în ucraineană Дмитрівка) este localitatea de reședință a comunei Jovtneve din raionul Borodeanka, regiunea Kiev, Ucraina.

## Demografie
Componența lingvistică a localității Dmîtrivka
     Ucraineană (98,33%)
     Alte limbi (1,26%)
Conform recensământului din 2001, majoritatea populației localității Dmîtrivka era vorbitoare de ucraineană (98,33%), existând în minoritate și vorbitori de alte limbi.